# Несвижский, Юрий Владимирович
Юрий Владимирович Несвижский — российский ученый.

## Биография
Родился 3 декабря 1956 года в Москве. В 1980 году окончил лечебный факультет 2-й МОЛГМИ им. Н. И. Пирогова (ныне РНИМУ имени Н. И. Пирогова) по специальности лечебное дело. В 1986 г. защитил диссертацию на соискание ученой степени кандидата мед. наук по специальности 14.00.36 «Аллергология и иммунология» на тему «Аутоантитела к коллагену I типа при ревматических заболеваниях (клинико-экспериментальное исследование)». В 1992 г. защитил диссертацию на соискание ученой степени доктора мед. наук по специальности 03.00.07. «Микробиология» и 14.00.36 «Аллергология и иммунология» на тему «Закономерности изменчивости уровней аутоантител у людей при инфекционной и неинфекционной патологии». В 1994 г. доктору медицинских наук Несвижскому Ю. В. присвоено ученое звание профессора по кафедре микробиологии, вирусологии и иммунологии.

## Исследовательская деятельность
Является исследователем в области микробиологии и иммунологии. Он занимается изучением архитектоники и механизмов формирования микроэкосистемы тела человека в норме и при различных патологических состояниях, разработкой неантибиотического управления микробным сообществом и новых подходов к коррекции иммунного статуса человека, оптимизацией лабораторной диагностики гнойно-воспалительных и септических заболеваний человека. Несвижский Ю. В. автор более 300 печатных работы, в том числе более 70 статей в центральных научных журналах. Он соавтор 3 монографий, имеет 9 авторских свидетельств и патентов. Несвижский Ю. В. является соавтором 7 учебников по микробиологии, вирусологии и иммунологии, а также 24 учебных пособий, используемых в системе додипломной и послевузовской подготовки врачей.

## Участие в выборах ректора ММА имени И. М. Сеченова
Предыдущий ректор ММА академик РАМН Михаил Пальцев был уволен со своего поста указом министра здравоохранения и социального развития Татьяны Голиковой в июне 2009 года. В связи с этим возникла необходимость избрать нового ректора медицинской академии, и на выборах ректора, Ю. В. Несвижский выставил свою кандидатуру, но не набрав достаточного количества голосов чтобы занять пост ректора, уступил главному конкуренту П. В. Глыбочко, который и стал новым ректором «Первого меда».